# Currents of Time
Currents of Time je prvi album slovenskega skladatelja Boruta Kržišnika. Prvotno je bil izdan pri Rer Megacorp leta 1991, v okviru izdaje "Points East", London. (Založba Rer Megacorp je znana tudi pod prejšnjim imenom Recommended Records.) Ponovno sta ga izdala Tone Casualties (Hollywood, l. 1998) in Claudio Records (Peacehaven, Velika Britanija, l. 2012). Album je postavil temelje njegovemu značilnemu slogu. Sestavlja ga 14 skladb in predstavlja 6 glasbenikov, ki so našli skupno točko v raziskovanju še neoznačenih območij sodobne eklektične glasbe in osvobojenosti od slogovnih in žanrovskih definicij. S preseganjem okvirov specifične metodologije in z raznolikostjo inštrumentov in senzibilnosti skladatelj poudarja različne vidike glasbe in naslavlja celovitost njenega razumevanja.

## Seznam skladb
| Borut Kržišnik: Currents of Time | Borut Kržišnik: Currents of Time   | Borut Kržišnik: Currents of Time |
| Št.                              | Naslov                             | Dolžina                          |
| -------------------------------- | ---------------------------------- | -------------------------------- |
| 1.                               | „101 Merry Metronomes‟             | 2:36                             |
| 2.                               | „The Play of the Puppet‟           | 6:12                             |
| 3.                               | „The Bird No. 3‟                   | 1:28                             |
| 4.                               | „Hey‟                              | 2:39                             |
| 5.                               | „Break to Build (Build to Break)‟  | 6:41                             |
| 6.                               | „Going Down‟                       | 3:50                             |
| 7.                               | „La Dolce Vita‟                    | 2:25                             |
| 8.                               | „Huns' Party‟                      | 3:59                             |
| 9.                               | „It Comes to the Same Thing‟       | 2:49                             |
| 10.                              | „The Bird No. 1‟                   | 2:51                             |
| 11.                              | „Discipline‟                       | 5:16                             |
| 12.                              | „The Bird No. 2‟                   | 0:40                             |
| 13.                              | „Johnny in the Funeral Procession‟ | 2:50                             |
| 14.                              | „Dance for Dimije and Bare Feet‟   | 2:41                             |

## Kolofon
Izvajalci:
- Borut Kržišnik: kitara, klavir, vzorčevalnik, ritem mašina, trakovi, hrup
- Mario Marolt: saksofon (#3, #5, #10, #12)
- Nino De Gleria: bas (#4)
- Hugo Šekoranja: klavir (#11)
- Mire Lovrič: vokal (#14)
- Anton Kovač: bas (#13), ritem mašina (#15)

Avtorske navedbe: 
- Avtor glasbe in producent: Borut Kržišnik
- Posneto in mešano v P.N. studijih, julij - avgust 1990, Ljubljana, Slovenija
- Tonski mojster: Bac Kajuh
- Mastering: Colin Attwell
- Slika (mešana tehnika) na naslovni strani: Tomaz Kržišnik
- Fotografija slike: Bojan Selaj
- Oblikovanje: TBT oblikovanje
- Album je bil prvotno izdan pri založbi ReR Megacorp, edicija "Points East" leta 1991.

Založba:
Claudio Records Ltd; BN10 8PU England; © 2014 Claudio Records Ltd; www.claudiorecords.com